# Два рубля
Два рубля́ (2 рубля́) (разг. двушка) — распространённый номинал денежных знаков в странах, чьей денежной единицей является рубль, в частности, монеты, имеющей хождение на территории Российской Федерации с 1998 года по настоящее время.

## История
Впервые 2 рубля были выпущены в России в 1718 году в виде золотых монет. На них были изображены Пётр I и Андрей Первозванный. Далее они выпускались при Екатерине I и Петре II, а также при Екатерине II для дворцового обихода.
После денежной реформы 1997 года в России были выпущены монеты номиналом 2 рубля из медно-никелевого сплава, с 2009 года монеты стали чеканить из стали с никелевым гальванопокрытием.
Кроме России, денежный знак 2 рубля выпускался в Латвии.

## Банкноты
| Лицевая сторона | Оборотная сторона | Размеры (мм) | Основные цвета | Лицевая сторона     | Оборотная сторона                    | Водяной знак | Дата выхода |
| --------------- | ----------------- | ------------ | -------------- | ------------------- | ------------------------------------ | ------------ | ----------- |
|                 |                   | 40×48        | коричневый     | номинал, герб РСФСР | номинал цифрами и прописью, орнамент | есть         | 1919        |

## Монеты

### Из недрагоценных металлов
| Изображение | Диаметр (мм) | Толщина (мм) | Масса (г)                           | Материал              | Реверс                         | Аверс | Годы выпуска |
| ----------- | ------------ | ------------ | ----------------------------------- | --------------------- | ------------------------------ | --- | ------------ |
|             | 23,0         | 1,80         | 5,10                                | медно-никелевый сплав | номинал, растительный орнамент | сверху дугой «БАНК РОССИИ», в центре двуглавый орёл (эмблема Банка России), снизу линией «ДВА РУБЛЯ», декоративный отчерк и год чеканки                        | 1997 — 1999  |
|             | 23,0         | 1,80         | 5,10                                | медно-никелевый сплав | номинал, растительный орнамент | сверху дугой «ДВА РУБЛЯ», в центре двуглавый орёл (эмблема Банка России), снизу дугой «БАНК РОССИИ», линией декоративный отчерк и год чеканки                  | 2002 — 2009  |
| 5,00        | 23,0         | 1,80         | сталь с никелевым гальванопокрытием | 2009 — 2015           | номинал, растительный орнамент | сверху дугой «ДВА РУБЛЯ», в центре двуглавый орёл (эмблема Банка России), снизу дугой «БАНК РОССИИ», линией декоративный отчерк и год чеканки                  |              |
| 5,00        | 23,0         | 1,80         | сталь с никелевым гальванопокрытием |                       | номинал, растительный орнамент | сверху дугой «РОССИЙСКАЯ ФЕДЕРАЦИЯ» с удвоенными ромбиками на концах, в центре Герб России, снизу линией «БАНК РОССИИ» и год чеканки (немного мельче прежнего) | 2016 — н.в.  |

#### Памятные
Также существуют другие разновидности монет номиналом 2 рубля, выпущенные Центральным банком России в качестве памятных монет.
В 2000 году на двух монетных дворах были выпущены 7 монет номиналом 2 рубля серии «55-я годовщина Победы в Великой Отечественной войне 1941—1945 гг», посвящённые городам-героям России. Тираж каждой был равен 10 000 000 штук.
- Ленинград (СПМД)
- Сталинград (СПМД)
- Мурманск (ММД)
- Смоленск (ММД)
- Тула (ММД)
- Новороссийск (СПМД)
- Москва (ММД)

20 апреля 2017 года Банк России выпустил в обращение монеты номиналом 2 рубля «Город-герой Керчь» и «Город-герой Севастополь», оформление аверсов которых аналогично монетам серии, выпущенной в 2000 году. Тираж каждой из двух монет составил 5 000 000 штук.
В 2001 году была выпущена одна монета номиналом 2 рубля серии «40-летие космического полёта Ю. А. Гагарина». Монета чеканилась на Санкт-Петербургском и Московском монетных дворах. Каждый монетный двор отчеканил 10 000 000 монет.
В 2012 году была выпущена монета «Эмблема празднования 200-летия победы России в Отечественной войне 1812 года», а также выпущено 16 монет в серии «Полководцы и герои Отечественной войны 1812 года» со следующими аверсами:
- Генерал-фельдмаршал М. И. Кутузов
- Генерал-фельдмаршал М. Б. Барклай де Толли
- Генерал от инфантерии П. И. Багратион
- Генерал от кавалерии Л. Л. Беннигсен
- Генерал-фельдмаршал П. Х. Витгенштейн
- Генерал-лейтенант Д. В. Давыдов
- Генерал от инфантерии Д. С. Дохтуров
- Штабс-ротмистр Н. А. Дурова
- Генерал от инфантерии А. П. Ермолов
- Организатор партизанского движения Василиса Кожина
- Генерал-майор А. И. Кутайсов
- Генерал от инфантерии М. А. Милорадович
- Генерал от инфантерии А. И. Остерман-Толстой
- Генерал от кавалерии Н. Н. Раевский
- Генерал от кавалерии М. И. Платов
- Император Александр I.

### Из серебра
Банк России начал выпуск серебряных памятных монет достоинством 2 рубля 18 января 1994 года. Первой монетой данного номинала стала монета в честь 115-летия со дня рождения П. П. Бажова из серии «Выдающиеся личности России». Всего по состоянию на 1 марта 2013 года выпущено 125 видов серебряных монет номиналом 2 рубля. Большинство серебряных монет номиналом 2 рубля выпущены в рамках серий «Выдающиеся личности России» и «Красная книга».
| Изображение     | Изображение       | Диаметр (мм) | Содержание чистого серебра, г | Проба серебра | Описание | Описание                                                                                                 | Дата выхода |
| Лицевая сторона | Оборотная сторона | Диаметр (мм) | Содержание чистого серебра, г | Проба серебра | Лицевая сторона | Оборотная сторона                                                                                        | Дата выхода |
| --------------- | ----------------- | ------------ | ----------------------------- | ------------- | --- | --- | ----------- |
|                 |                   | 33           | 7,78 (≈ 1⁄4 тройской унции)   | 500           | изображение двуглавого орла (эмблема Банка России, художник И. Билибин), по кругу надписи: вверху — «ДВА РУБЛЯ 19** г.», внизу — «БАНК РОССИИ», обозначение металла, проба сплава, товарный знак монетного двора и содержание драгоценного металла в чистоте | монеты данного вида выпускаются в рамках памятных программ Банка России с различными рисунками реверсов  | 1994 — 1997 |
|                 |                   | 33           | 15,55 (≈ 1⁄2 тройской унции)  | 925           | В центре — эмблема Банка России (двуглавый орёл с опущенными крыльями, под ним — надпись полукругом «БАНК РОССИИ»), обрамленная кругом из точек и надписями по кругу — вверху: «ДВА РУБЛЯ», внизу: слева — обозначения драгоценного металла и пробы сплава, в центре — год выпуска «**** г.», справа — содержание химически чистого металла и товарный знак монетного двора. | Монеты данного вида выпускаются в рамках памятных программ Банка России с различными рисунками реверсов. | 1998 — 2015 |
|                 |                   | 34           | 20,35 (≈ 2⁄3 тройской унции)  | 925           | В центре — рельефное изображение всадника в плаще на коне, поражающего копьем опрокинутого навзничь и попранного конём дракона, под ним, в две строки — надпись «2 РУБЛЯ» и дата «2011 г.», внизу, слева у канта — обозначения металла, пробы сплава и круговая надпись: «ГОД РОССИЙСКОЙ КУЛЬТУРЫ И РУССКОГО ЯЗЫКА В ИТАЛИИ», справа после надписи — обозначение содержания химически чистого металла и товарный знак монетного двора, внизу — надпись вдоль канта: «БАНК РОССИИ». | Храм-подворье Святителя Чудотворца Николая в г. Бари.                                                    | 16.06.2011  |
|                 |                   | 33           | 15,55 (≈ 1⁄2 тройской унции)  | 925           | в центре — рельефное изображение Государственного герба Российской Федерации, над ним вдоль канта — надпись полукругом: «РОССИЙСКАЯ ФЕДЕРАЦИЯ», обрамленная с обеих сторон сдвоенными ромбами, внизу под гербом: слева — обозначения драгоценного металла и пробы сплава, справа — содержание химически чистого металла и товарный знак монетного двора, внизу в центре в три строки — надпись: «БАНК РОССИИ», номинал монеты: «2 РУБЛЯ», год выпуска: «2016 г.».                  | монеты данного вида выпускаются в рамках памятных программ Банка России с различными рисунками реверсов. | 2016 —      |